# Pierwszy rząd Laimdoty Straujumy
Pierwszy rząd Laimdoty Straujumy (łot. Straujumas 1. Ministru kabinets) – centroprawicowy gabinet koalicyjny rządzący Łotwą od 22 stycznia do 5 listopada 2014.

## Historia
W latach 2011–2013 Łotwą rządziła centroprawicowa koalicja oparta na sojuszu Jedności (V), Partii Reform (RP) oraz Zjednoczenie Narodowe „Wszystko dla Łotwy!” – TB/LNNK (NA). 27 listopada 2013 premier Valdis Dombrovskis wraz z całym gabinetem podał się do dymisji w związku z katastrofą budowlaną w Rydze. Do czasu zatwierdzenia nowego rządu gabinet pełnił obowiązki konstytucyjnego rządu Łotwy.
5 stycznia Laimdota Straujuma, dotychczasowa minister rolnictwa w rządzie Valdisa Dombrovskisa, została wysunięta przez Jedność jako kandydatka na nowego premiera. Następnego dnia prezydent Andris Bērziņš powierzył jej misję sformowania nowego rządu.
22 stycznia 2014 większością 64 głosów „za” (przy 27 głosach „przeciw”) Sejm zatwierdził Laimdotę Straujumę na stanowisku premiera wraz z całym jej gabinetem. Nowy gabinet oprócz trzech dotychczasowych partii koalicyjnych współtworzył także pozostający dotąd w opozycji Związek Zielonych i Rolników (ZZS). W wyniku wyborów parlamentarnych z 4 października 2014, które wygrały partie dotychczas rządzące, stworzony został drugi rząd dotychczasowej premier.

## Skład gabinetu
Premier
- Laimdota Straujuma (V)

Minister obrony narodowej
- Raimonds Vējonis (ZZS)

Minister spraw zagranicznych
- Edgars Rinkēvičs (RP)

Minister gospodarki
- Vjačeslavs Dombrovskis (RP)

Minister finansów
- Andris Vilks (V)

Minister spraw wewnętrznych
- Rihards Kozlovskis (RP)

Minister oświaty i nauki
- Ina Druviete (V)

Minister kultury
- Dace Melbārde (NA)

Minister zabezpieczenia społecznego
- Uldis Augulis (ZZS)

Minister komunikacji
- Anrijs Matīss (V)

Minister sprawiedliwości
- Baiba Broka (NA, do sierpnia 2014), Gaidis Bērziņš (NA, od sierpnia 2014)

Minister zdrowia
- Ingrīda Circene (V, do lipca 2014)

Minister ochrony środowiska i rozwoju regionalnego
- Einārs Cilinskis (NA, do marca 2014), Romāns Naudiņš (NA, od marca 2014)

Minister rolnictwa
- Jānis Dūklavs (ZZS)